# Псевдорацемат
Псевдорацемат (англ. pseudoracemate) — безперервний ряд змішаних кристалiв, що здатні утворюватися при будь-якому співвідношенні антиподів. Становлять рацемічний твердий розчин. Крива топлення у випадку утворення таких змішаних кристалів може бути випуклою або увігнутою (в ідеальному випадкові — прямою).